# Philenora thelxinoa
Philenora thelxinoa är en fjärilsart som beskrevs av Turner 1940. Philenora thelxinoa ingår i släktet Philenora och familjen björnspinnare. Inga underarter finns listade i Catalogue of Life.